# Wasserburg Eschelbronn
Die Wasserburg Eschelbronn ist eine abgegangene Wasserburg in Eschelbronn im Rhein-Neckar-Kreis in Baden-Württemberg. Die Grabungsergebnisse zur Wasserburg Eschelbronn führten in den Jahren 2000/01 zur Rekonstruktion der Bachritterburg Kanzach. Von der Wasserburg zeugt der Eschelbronner Schlosssee, der nach den Ausgrabungen in den 1970er Jahren an der Stelle angelegt wurde.

## Geschichte und Anlage
Die Ausgrabungen durch das Landesdenkmalamt Baden-Württemberg von 1971 bis 1975 vor der Errichtung der Schloßhalle waren die seinerzeit umfangreichsten Erforschungen in Baden-Württemberg. Dabei wurden Relikte aus mehreren Zeitabschnitten gefunden, die auf ständige Veränderungen der 800-jährigen Burg hinweisen. Ihre Geschichte und die des umliegenden Areals wird in mehrere Perioden eingeteilt.

### Periode I
Bis 1220 bestand das Grundstück lediglich aus Weideland. Es wird angenommen, dass die Schwarzbach näher an der Stelle vorbeifloss als dies heute der Fall ist.

### Periode II
Nach 1220 befand sich an der Stelle ein umzäuntes Holzgebäude, welches in Pfosten- und Schwellbautechnik errichtet wurde. Besitzer des Gebäudes waren die Dynasten von Dürn. Der Bauherr der ursprünglichen Anlage ist nicht überliefert. Es könnte sich jedoch um Reinhard von Hettingen gehandelt haben, der als Gefolgsmann von Boppo II. von Dürn die Ortsherrschaft über Eschelbronn hielt. Sie erbten das Anwesen über eine Tochter des Grafen von Lauffen. Von Heinrich von Eschelbronn, ein Gefolgsmann Konrads I. von Dürn, war 1251 die Rede. Er war durch die Erbtochter als Ministerialer berufen worden. Diese Periode endete gegen 1271.

### Periode III
Aus der Zeit um 1300 wurden Kachelöfen und Fensterscheiben aus Flachglas gefunden. Demzufolge scheint es sich während dieser Zeit um einen Adelssitz im Hochmittelalter gehandelt zu haben. Das Gelände wurde aufgeschüttet und war somit komplett verändert worden. Um das Grundstück wurde ein Graben ausgehoben.
Das Fundament bestand aus grobem, ungemörteltem Kalk- und Sandstein. Auf einem Steinsockel befand sich ein hölzerner Stabbau, wozu Bäume im Winter 1270 gefällt wurden. Es existierte ein Holzturm mit mehreren Stockwerken. Die ersten beiden Etagen konnten durch die Ausgrabungen nachgewiesen werden. Auf ein drittes Stockwerk wurde unter anderem mittels überlieferter Darstellungen geschlossen. Die Gesamthöhe des Gebäudes belief sich auf etwa zehn bis zwölf Meter. Der Eingang befand sich in einer Höhe von 3,60 Metern auf der Nordseite.
Aus der Periode IIIb von 1300 bis 1321/24 stammte ein mit Ziegeln gedecktes Satteldach. Das Erdgeschoss wurde zum Wohnraum ausgebaut. Dort lag eine Kochstelle mit offenem Feuer und ein Kachelofen. 1322 zerstörte ein Brand das Anwesen.

### Periode IV
1322/25 bis 1375 wurde eine aufwendigere Holzburg mit zwei Eingängen errichtet. Bewohner war laut dem Speyerer Lehnsbuch der Edelknecht Friedrich von Hettingen. Da dieser keine Nachkommen hatte, erbte der entfernte Verwandte Rüdiger von Hettingen das Anwesen. Dass dieser dort auch ansässig war, wurde durch den Fund eines persönlichen Siegelstockes nachgewiesen.

### Periode V
In der Zeit von etwa 1375 bis 1420 wurde die Burg in eine Festung aus Stein unter Rüdigers Sohn Gerhard von Hettingen umgebaut. Aus der Holzburg wurde eine Wasserburg, zu der kurz darauf eine Zwingermauer entstand. Gerhard hatte keine Nachkommen. Die Burg verkaufte er 1418 über seinen Onkel mütterlicherseits, Rafan Göler von Ravensburg für 1600 Gulden an den Eschelbronner Ortsherren Albrecht d. Ä. von Venningen. Mit seiner Frau Christine Eckbrecht von Dürkheim nahm dieser etwa 1418 bis 1421 größere Umbaumaßnahmen vor.

### Periode VI
In der Zeit zwischen 1420 und 1451 fanden erneut größere Umbauarbeiten statt. Im Hauptgebäude wurde ein Keller eingebaut. Der nordwestliche Burgeingang wurde zugemauert und ein Eingang in der Mitte der westlichen Umfassungsmauer eingerichtet. Die aus Kalkstein bestehende Zwingermauer bekam einen quadratischen Torturm mit einer über einen Meter dicken Buntsandsteinmauer.

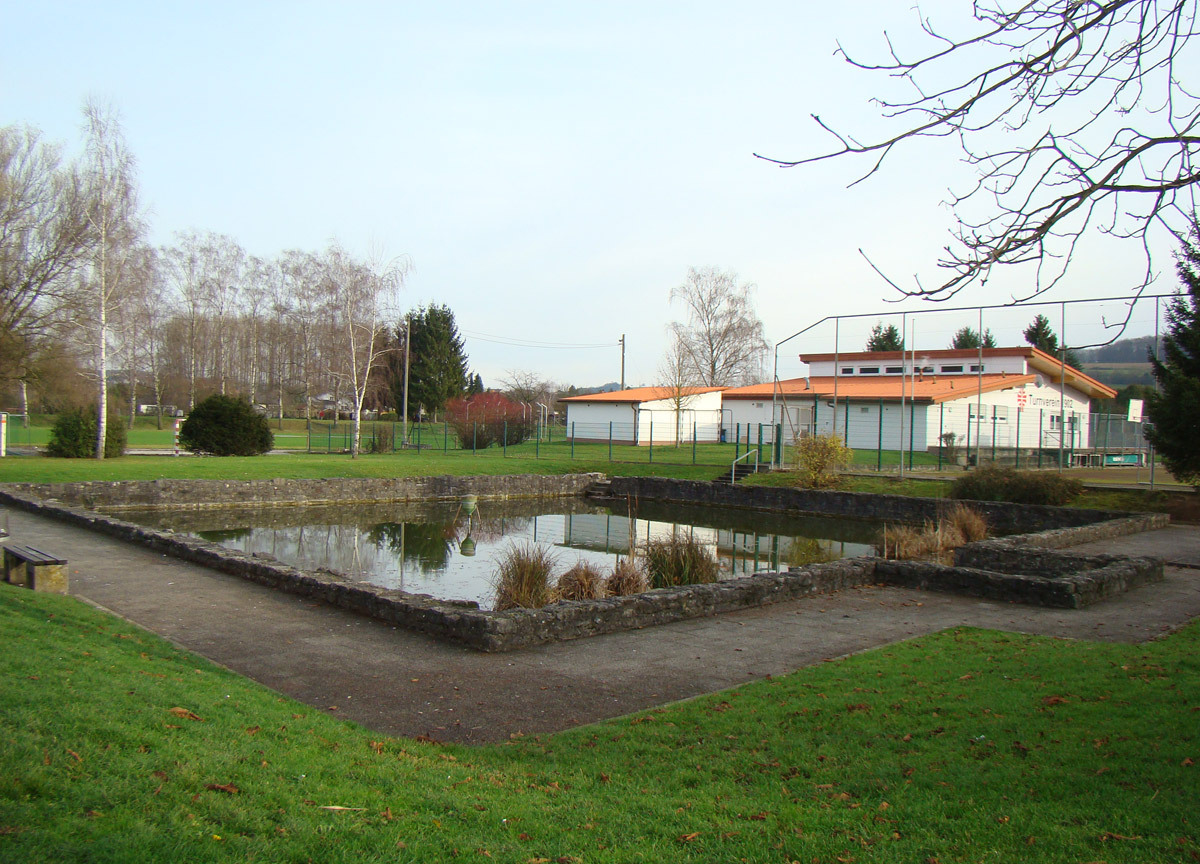
Das Becken am Sportplatz markiert den Standort des ehemaligen Baus

### Periode VII
Von 1451 bis etwa 1550 wurden der Hof und teilweise auch die Innenräume mit Kalkstein bepflastert. Albrecht d. J. von Venningen erbte die Wasserburg 1455 von seinem Vater Albrecht d. Ä. und schloss die vom Vater begonnenen Umbauarbeiten ab. Sein Sohn und dessen Frau Margarete (geborene Ramstein) verkauften als letzte dort residierende niederadelige Herrschaftsfamilie die Burg und das Dorf an den mehrfachen Grundbesitzer Graf Ludwig von Bayern, Herr zu Scharfeneck, und zogen 1485 nach Wimpfen. Daraufhin verwahrloste das Anwesen. Der bayrische Graf verkaufte die Anlage 1521 an den pfälzischen Marschall Joachim von Seckendorf, der 1526 auch den Ort erwarb. Von Seckendorf lebte nicht in Eschelbronn, sondern ließ den Besitz von Bastian Jäger genannt Pfeil verwalten, welcher in Dokumenten von 1548 und 1551 erwähnt wird.

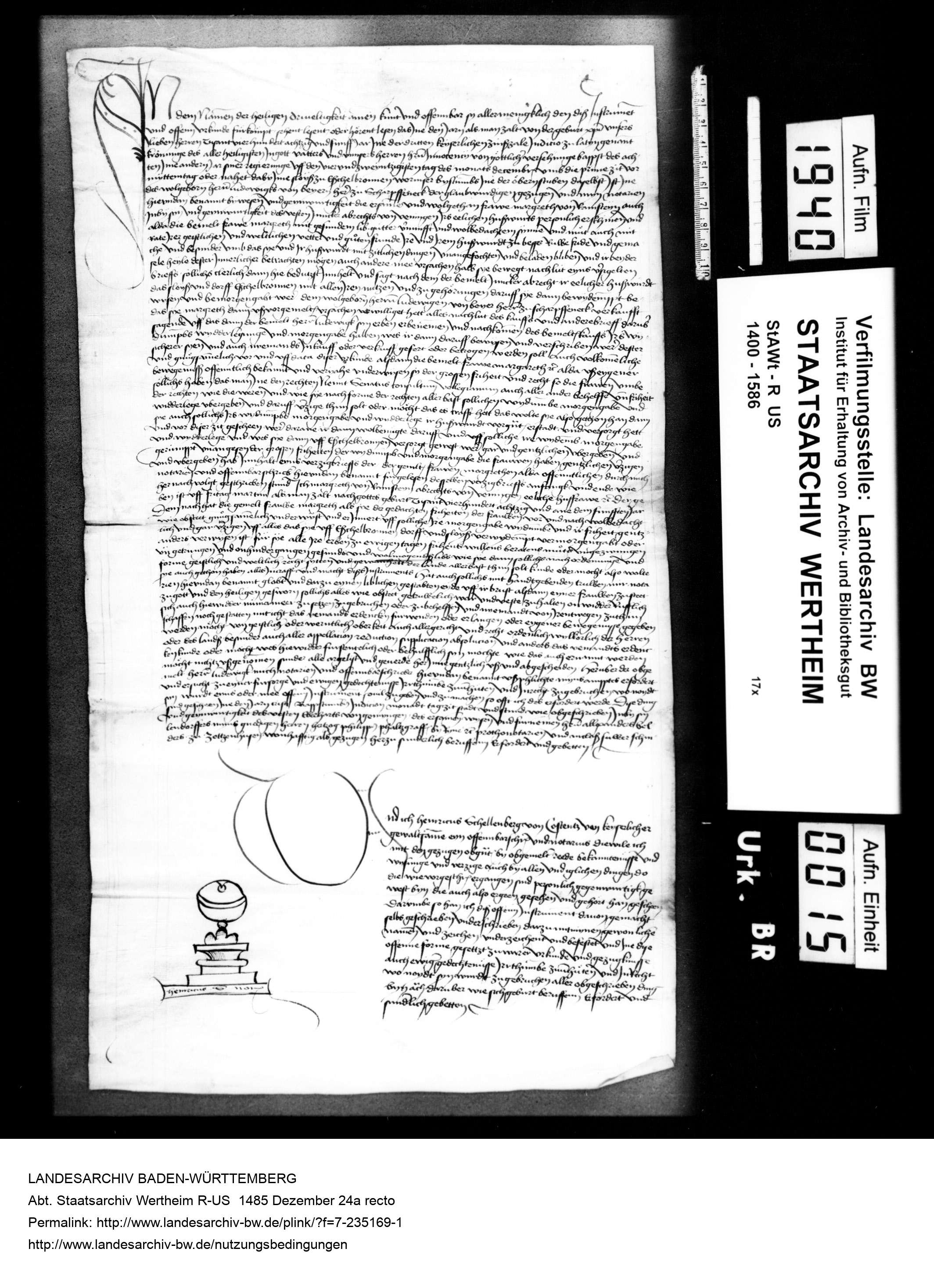
Urkunde des Verkaufs von 1485 (Vorderseite)
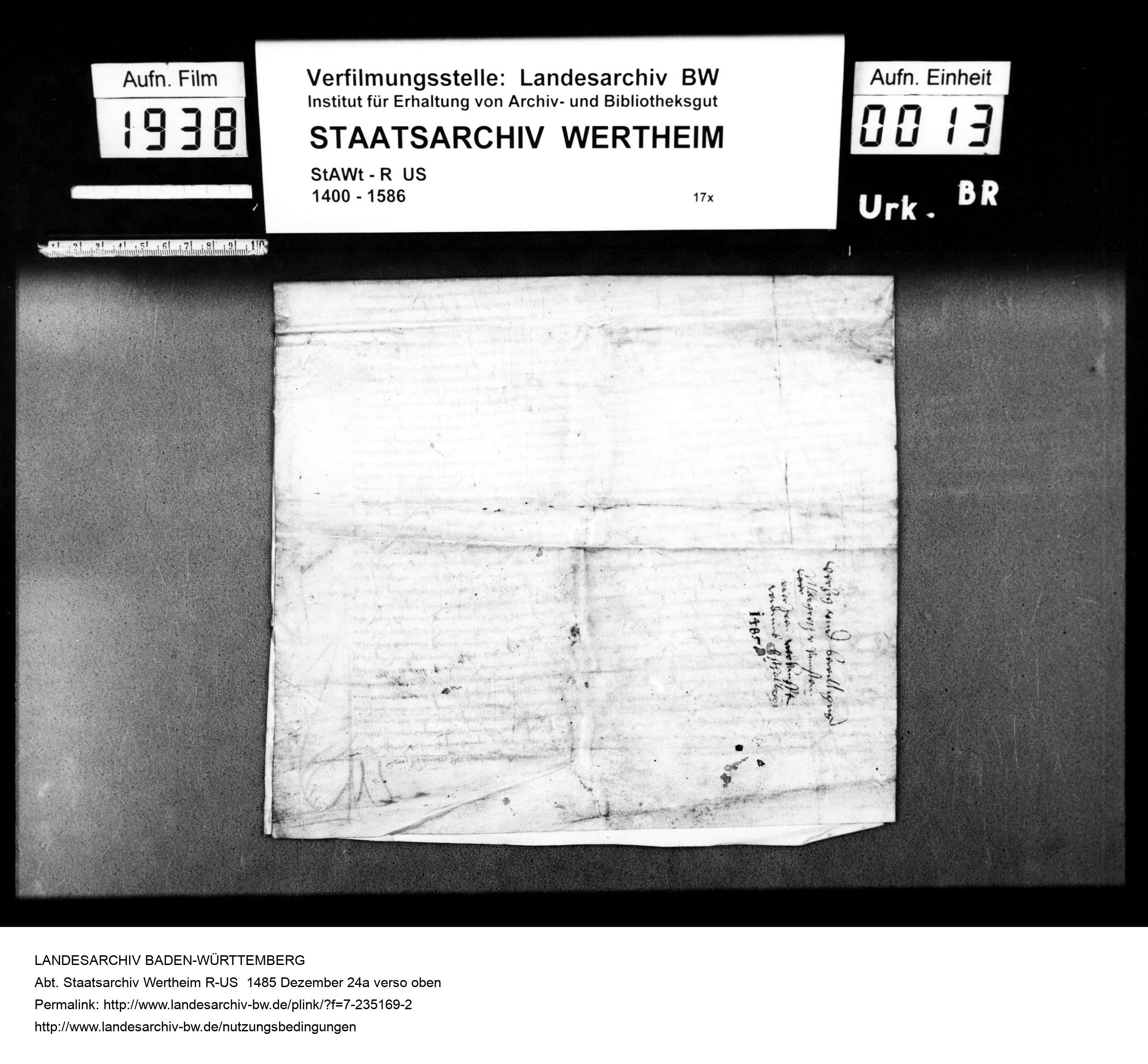
Urkunde des Verkaufs von 1485 (Rückseite oben)
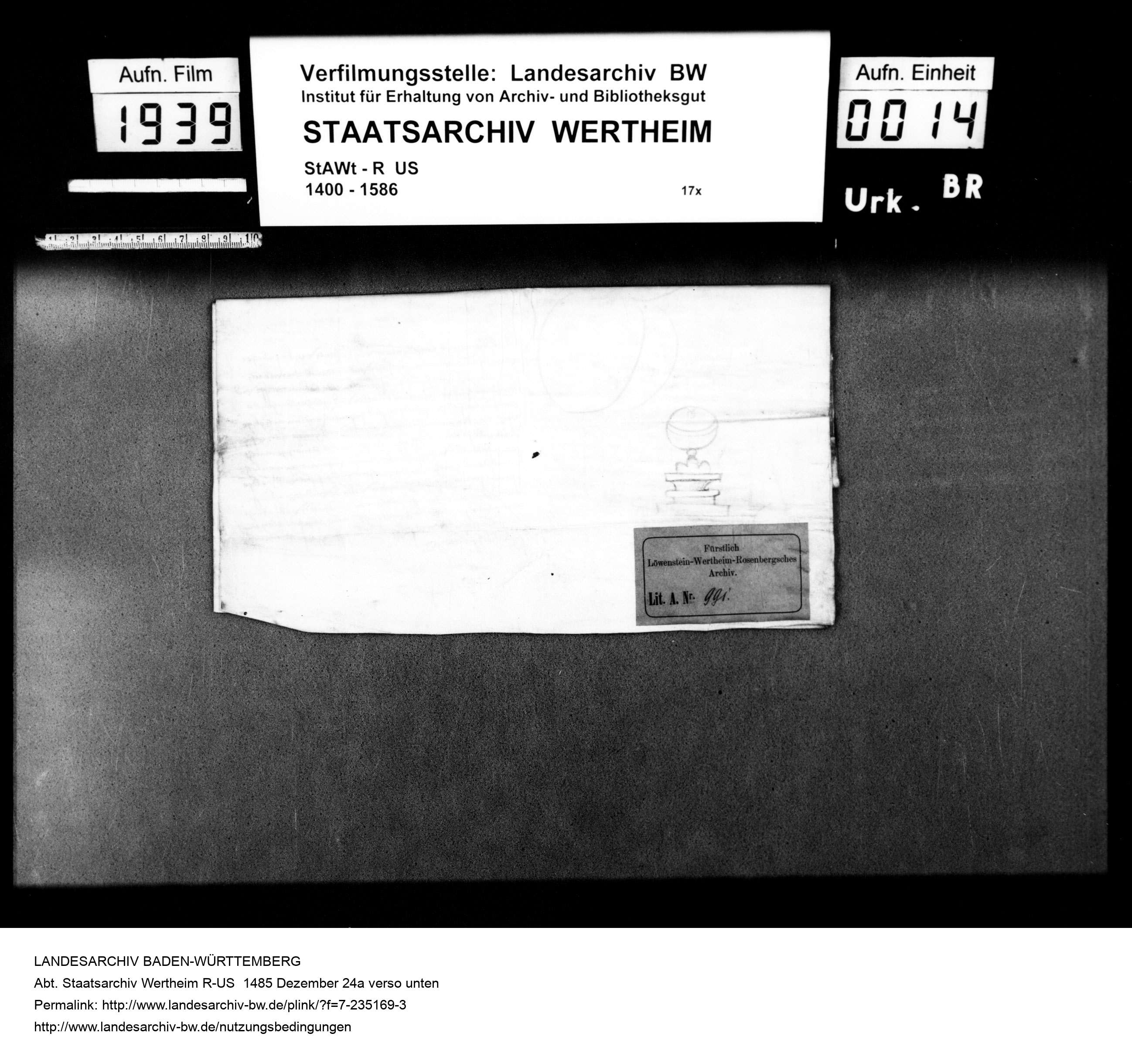
Urkunde des Verkaufs von 1485 (Rückseite unten)
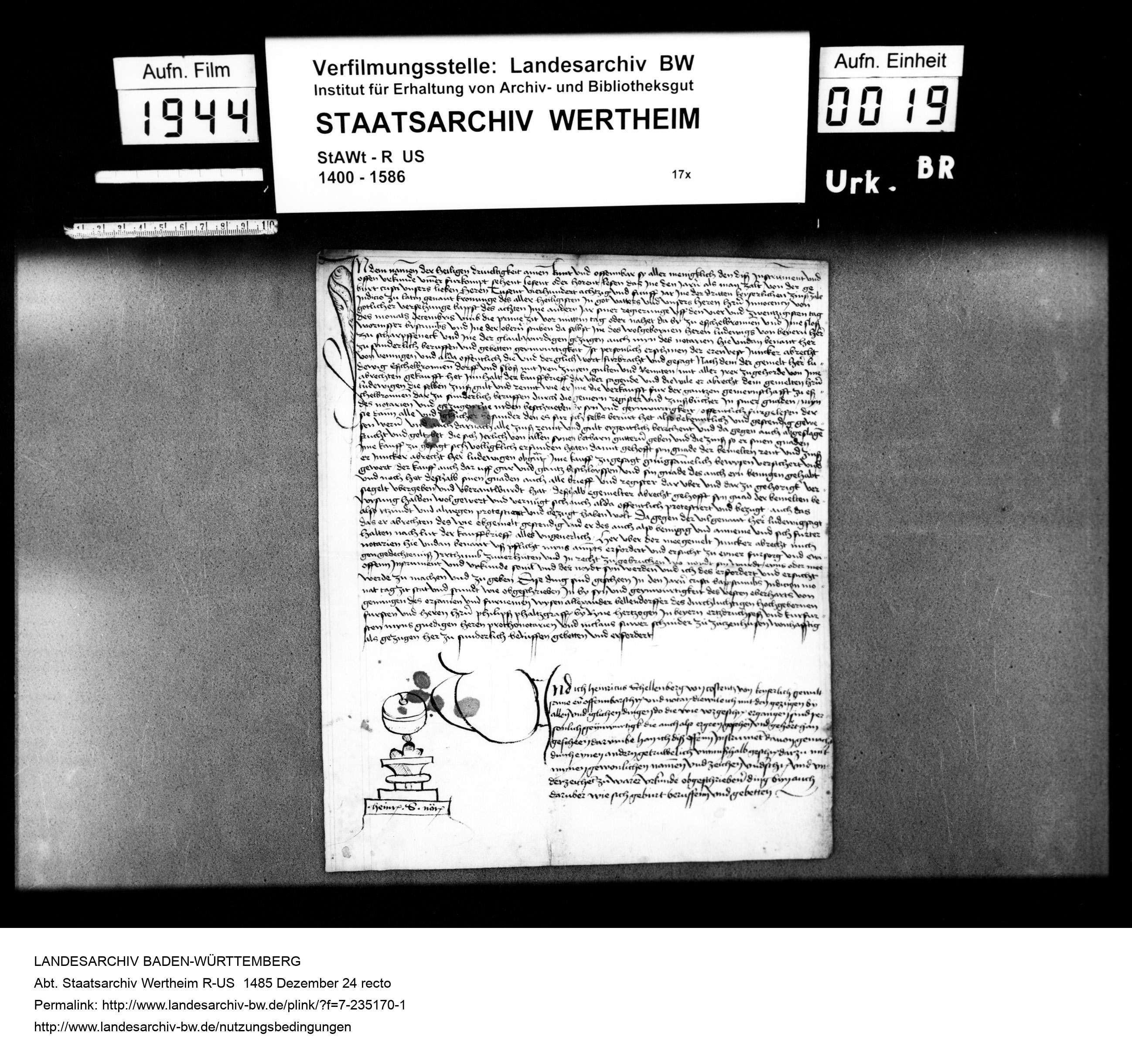
Margareth von Ramstein, Ehefrau von Abrecht von Venningen, stimmt dem Verkauf zu (Vorderseite)
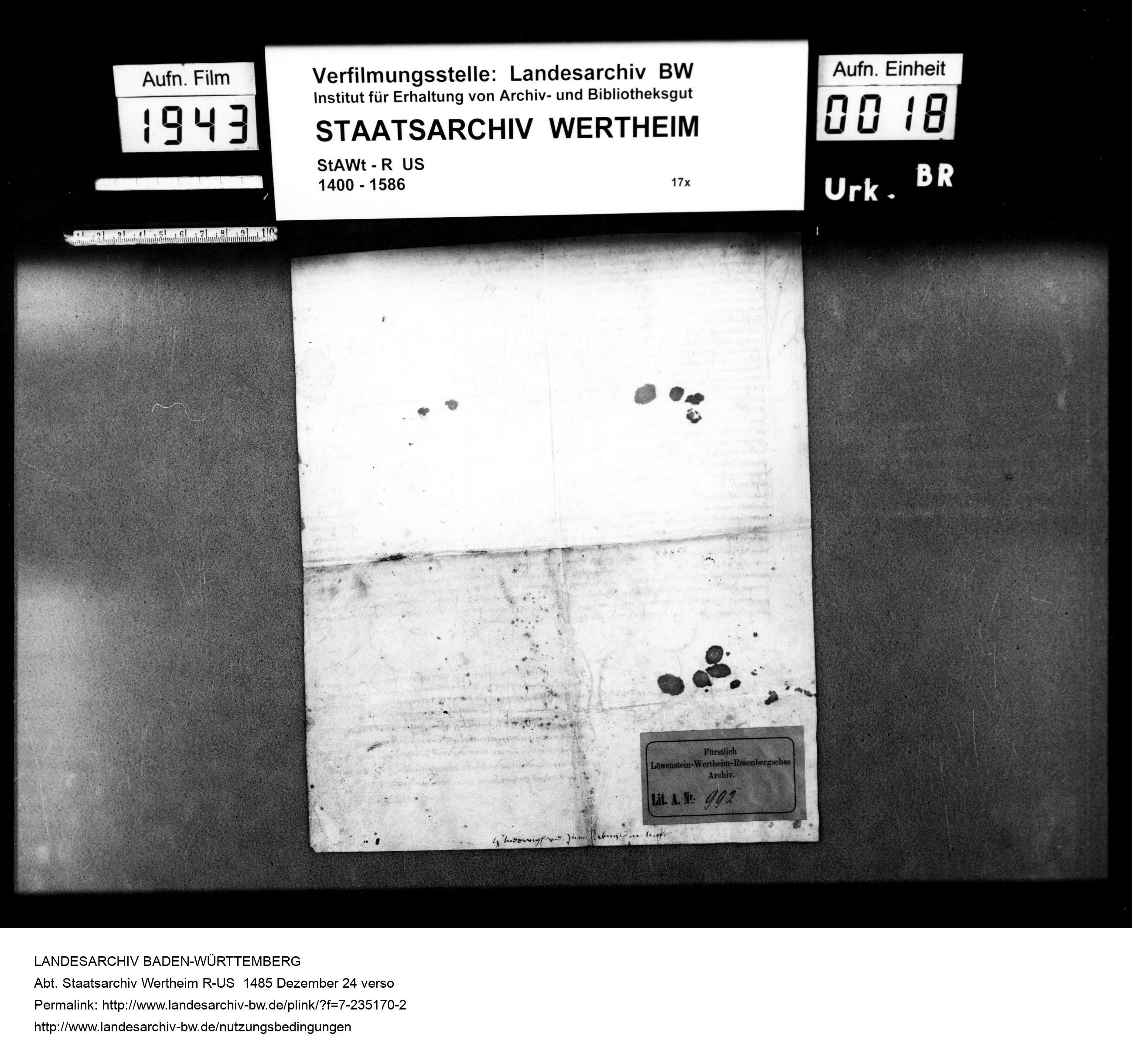
Margareth von Ramstein, Ehefrau von Abrecht von Venningen, stimmt dem Verkauf zu (Rückseite)

Joachim von Seckendorfs Sohn Christoph verstarb 1571. Er hinterließ keine männlichen Nachkommen, woraufhin der Besitz unter den Herren von Eltz-Bliescastell und den Landschad von Steinach aufgeteilt wurde. Diese lebten selbst zeitweise als zwei Parteien in der Burg.
1619 rebellierten die Dorfbewohner und verweigerten die Ausbesserungsarbeit an dem den Burghof umgrenzenden Zaun und die Pflege des Gartens. Ab 1676 begann die Burg zunehmend zu verfallen.

### Periode IX
Die Zeit nach 1676 ist besonders von einem Erbstreit geprägt, nachdem Jakob Friedrich von Eltz ohne Nachkommen verstorben war. Die ihm verwandte Familie Capler von Oedheim stritt dabei mit der Familie von der Fels um das Lehen, welches nach einer Entscheidung des Reichskammergerichts in Wetzlar von 1688 an die Familie von der Fels überging. Diese bauten die Burg als einfache Wohnanlage aus, nutzten sie jedoch nicht selber. Diese letzte Periode endete 1760. Aus einem weiteren Erbstreit ging die Wasserburg an Eberhard Dietrich Capler von Oedheim, genannt Bautz über. Dieser verkaufte sie an Carl Philipp von Venningen, der sie gleich darauf abtragen ließ, um das Schloss Eschelbronn zu errichten.

## Rekonstruktion

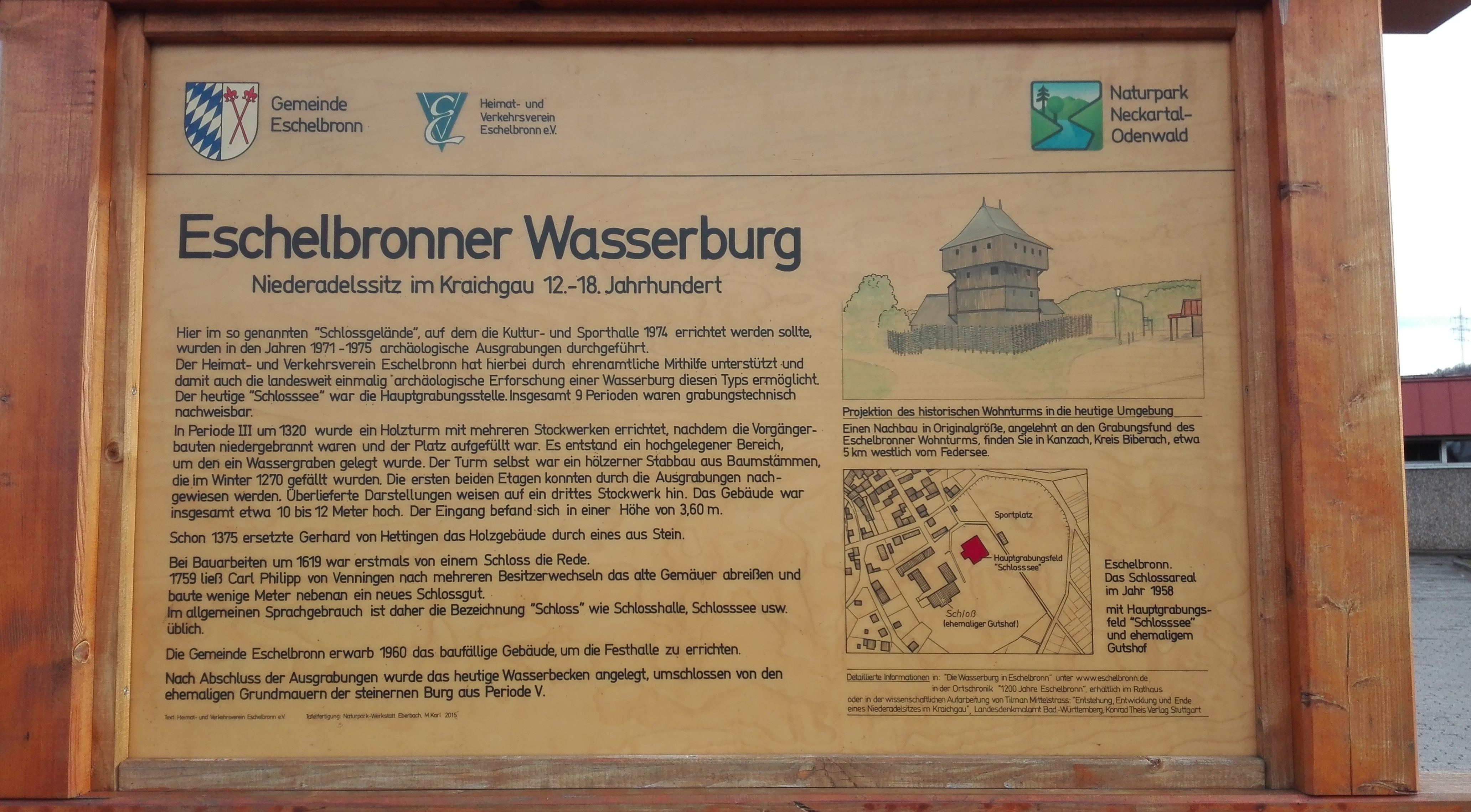
Infotafel in Eschelbronn

In den Jahren 1972 bis 1975 fand eine Erfassung und Dokumentation der Anlage durch das Landesdenkmalamt Baden-Württemberg unter Leitung von Dietrich Lutz statt. Aufgrund des im Spätmittelalter angestiegenen Talbodens konnten zahlreiche hölzerne Baureste in Feuchtbodenerhaltung geborgen werden. Die Ergebnisse der in diesem Umfang zu mittelalterlichen Holzburgen in Südwestdeutschland bis dato einmaligen Grabung wurden von 1985 bis 1988 ausgewertet und 1996 publiziert. An der Stelle der Burg markiert heute ein Wasserbecken die ehemaligen Grundmauern der Burg. Die Grabungsergebnisse der Eschelbronner Burg wurden 2000/01 für ein Rekonstruktionsprojekt in Oberschwaben herangezogen. Da man von der einstigen Burg der Bachritter von Kanzach keine Grabungsbefunde hatte, rekonstruierte man die Bachritterburg Kanzach nach Eschelbronner Modell der Periode III.

## Sonstiges
Ein Bild der Burg diente 1992 als erstes Motiv der ab dann jährlich zum Eschelbronner Adventssingen produzierten Weihnachtstassen.